# Marta Verheyen Maynau
Marta Verheyen Maynau (Torroella de Montgrí, 1991) és una directora de cinema, guionista i fotògrafa catalana coneguda per la seva pel·lícula Les amigues de l'Àgata (2015), òpera prima per la qual ha rebut diversos premis i nominacions.

## Biografia
Marta Verheyen Maynau va néixer a Torroella de Montgrí, a l'Empordà, el 1991.Va estudiar Comunicació Audiovisual a la Universitat Pompeu Fabra a Barcelona. El seu projecte fi de carrera va consistir a dirigir el llargmetratge Les amigues de l'Àgata juntament amb les seves companyes Laia Alabart, Alba Cros i Laura Rius, figurant totes com a directores i guionistes. Durant el procés de creació de la pel·lícula van comptar amb el suport dels seus tutors acadèmics: Isaki Lacuesta i Elías León Siminiani.
La pel·lícula va ser un projecte que van desenvolupar de forma integral entre les quatre codirectores, sent produïda per Lastor Media de Barcelona i distribuïda per Avalon.Verheyen va ser entrevistada al programa de televisió Artic (2013) i Sèrie Cinema 3 (2015/2016) com a directora de cinema i guionista.
El juny de 2016 el programa de cinema de Televisió Espanyola, Dias de cine (Programa Núm. 22 de 2016), va ser entrevistada al costat de les altres tres co-directores de les amigues de l'Àgata, destacant la seva joventut. La pel·lícula explica la història d'un grup de noies de 20 anys. La crítica va ressaltar l'"enorme naturalitat dramàtica i superba economia narrativa que aconsegueix l'emoció en el millor sentit" i que era "una d'aquestes sorpreses que de tant en tant ens dona el cinema espanyol". Les amigues de l'Àgata va ser un fenomen inesperat dins del panorama del cinema independent reconegut en festivals de referència com Abycine d'Albacete i el D'A Festival Internacional de Cinema d'Autor de Barcelona.

## Filmografia
- 2015: Les amigues de l'Àgata[9]

## Premis
L'òpera prima de Marta Verheyen ha estat reconeguda amb diversos premis i nominacions.:
Les amigues d'Àgata va obtenir 11 candidatures als Premis Goya 2017 i va ser nominada aquell mateix any als Premis Gaudí com a millor pel·lícula en llengua catalana.
La pel·lícula també va ser nominada el 2015 en la categoria de Millor òpera prima en els Premis del Festival Cinespaña de Tolosa de Llenguadoc. En el Festival Internacional del Cinema de Tarragona REC 2015, va obtenir el Premi del Jurat Jove i Esment Especial del Jurat. En el Festival Internacional de Cinema d'Albacete, Albycine, va ser el Projecte guanyador ABYCINE – AMNISTIA INTERNACIONAL i Premi ABYCINE Indie. També va aconseguir el premi del públic en el D'A Festival Internacional de Cinema d'Autor de Barcelona.